# Carmen Verde Arocha
Carmen Verde Arocha (Caracas, 11 mayo de 1967) es una escritora, poeta, investigadora y docente venezolana. Dentro del contexto de la poesía venezolana contemporánea, su poesía se ubica en la generación de los 90. Sus investigaciones se centran en la historia cultural venezolana. En 2025 publicó, en la prestigiosa Colección Visor de Poesía, la antología poética Que el río responda.

## Biografía
Pasó su niñez y juventud en el pueblo de Guaicoco, Estado Miranda. Se licenció en Letras en la Universidad Católica Andrés Bello (UCAB en 1992). Fue miembro fundador del grupo Eclepsidra y es directora de la editorial del mismo nombre desde su creación en 1994. Está casada con el poeta venezolano Luis Gerardo Mármol.
En 1993, fue seleccionada entre 150 jóvenes postulados de diferentes países latinoamericanos para participar en el Foro Joven Internacional de Literatura y Compromiso, realizado por el Centro Eurolatinoamericano de Juventud (CEULAJ) y el Ministerio de Asuntos Sociales de España. Escribió su libro Cuira como homenaje a su padre fallecido Fue gerente y productora de la Casa de la Poesía Pérez Bonalde desde 1991 hasta 2003. Durante este periodo, Verde Arocha se desempeñó como productora general de doce ediciones de la Semana Internacional de la Poesía, de once ediciones del Concurso Nacional de Poesía para Liceístas y de cinco ediciones del Premio Internacional de Poesía “Pérez Bonalde”.
Ha sido gerente cultural y de relaciones institucionales en distintos entes públicos y privados de su país. Se desempeña como asesora editorial en empresas. Actualmente es profesora de la Escuela de Comunicación Social de la Universidad Católica "Andrés Bello" (UCAB), del Instituto de Creatividad y Comunicación (ICREA) y la Universidad Metropolitana Diseñó y facilita los talleres de Coordinación Editorial: Cómo editar y publicar un libro, en el ICREA, en la Fundación Herrera Luque y en la Academia Plus Ultra, ubicada en Panamá.
Carmen Verde Arocha ha recibido varias distinciones por su trayectoria profesional. En el 2024, se le otorgó el Botón Feria Internacional del Libro de la Universidad de Carabobo (FILUC). En el 2025, Verde Arocha ganó el I Premio Internacional «Excelencia Femenina: Celebrando a las mujeres que inspiran», tras participar en la categoría de Poesía en Lengua Extranjera.

## Obra publicada

### Poesía
- «Magdalena en Ginebra», publicado la antología poética Vitrales de Alejandría (Caracas, 1994)[19]
- Cuira (Caracas, 1997. Tuvo una reedición en el año 1998).[20]
- Magdalena en ginebra (México, 1997)[21]
- Amentia (Caracas, 1999. Premio Anual de poesía Arístides Rojas de la Contraloría General de la República).[22]
- Mieles (Caracas, 2003).[23]
- Mieles. Poesía reunida, (2005. Mención Honorífica del III Premio Nacional del Libro 2005).[24]
- En el jardín de Kori (Caracas, 2015).[25]
- Canción gótica (Caracas, 2017).[26]
- Que el río responda (Madrid, 2025) [27]

### Ensayo
- El quejido trágico en Herrera Luque (Caracas, 1992).[28]
- Cómo editar y publicar un libro. El dilema del autor (Caracas, 2013. Tuvo dos reediciones en los años 2017 y 2020).[29]
- "En torno a Espiritualidad y literatura", Juan Liscano. Aproximaciones a su obra (Caracas, 2015).[30]

### Entrevistas
- Rafael Arráiz Lucca: de la vocación al compromiso. Diálogo con Carmen Verde Arocha (Caracas, 2019).[31]
- Al tanto de sí mismo: conversaciones con Alfredo Chacón (Caracas, 2021).[32]

## Antologías poéticas
Su poesía está incluida, entre otras, en las siguientes antologías:
- Antología Poética, Vitrales de Alejandría (Caracas, 1994).[33]
- Antología de la poesía latinoamericana del siglo XXI. El turno  y la transición, Julio Ortega, Adriana Aguirre, comp. (México, 1997).[34]
- Common Threads Afro-Hispanic Women´s Literature, Clementina Adams, ant., edición bilingüe español-inglés (Miami, 1998).[35]
- Navegación de tres siglos. (Antología básica de la poesía venezolana 1826 / 2002), Joaquín Marta Sosa, selección, presentación y notas (Caracas, 2003, 2013).[36]
- El hilo de la voz: Antología crítica de escritoras venezolanas del siglo XX, Editado por Yolanda Pantin y Ana Teresa Torres (Caracas, 2003).[37]
- 30/50: aproximación antológica a los poetas vinculados con la UCAB en sus 50 años, Selección de Miguel Marcotrigiano y Jorge Gustavo Portella (Caracas, 2005).[38]
- Perfiles de la noche: mujeres poetas de Venezuela, edición bilingüe español-inglés, Rowena Hill, ant. y traductora (Caracas, 2006).[39]
- En-obra (Antología de la poesía venezolana 1983-2008), compilado y editado por Gina Saraceni (Caracas, 2008).[40]
- Tramas cruzadas, destinos comunes. Selección, prólogo y epílogo Adalber Salas y Alejandro Sebastiani  Verlezza. (Bogotá, 2014).[41]
- Mezzogiorno in Venezuela, 12 poeti contemporanei. Edición bilingüe. Selección crítica de Diómedes Cordero y traducción de Silvio Mignano (Caracas 2016).[42]
- Cantos de fortaleza. Antología de poetas venezolanas. Compilado por David Malavé Bongiorni y Artemis Nader (España, 2016).[43]
- Rasgos comunes. Antología de la poesía venezolana del siglo XX. Selección, prólogo y notas de Antonio López Ortega, Miguel Gomes y Gina Saraceni. (Pre-Textos-España. 2019).[44]
- Nubes. Poesía Hispanoamericana. Investigación, selección y prólogo de Edda Armas. (Editorial Pre-Textos, España 2019).[45]
- En la desnudez de la luz. Brevísima antología arbitraria. Poetas venezolanas de la década del sesenta. Compilación y selección de Gladys Mendía. Santiago de Chile. LP5editora, 2022.[46]
- El dulce ron que las embriaga. Poetas actuales de Venezuela y Canarias. Gran Canarias: editorial Beginbook Ediciones, 2022.

## Estudios sobre su obra
Su obra ha sido objeto de estudio en textos como:
- El coro de las voces solitarias de Rafael Arráiz Lucca (Caracas, 2002, 2003).[5]
- Las voces de la hidra: la poesía venezolana de los años 90 de Miguel Marcotrigiano L. (Caracas, 2002).
- Hijas del Muntu. Biografías críticas de mujeres afrodescendientes de América Latina, editado por María Mercedes Jaramillo y Lucía Ortiz (Bogotá, 2011).
- El hacer poético de Julio Ortega (México, 2008, Caracas, 2011).
- «Carmen Verde Arocha: eco del aprendizaje a la sabiduría», escrito por Alain Lawo-Sukam y publicado por la Biblioteca Nacional de Colombia.[47]
- «Contornos poéticos de Carmen Verde Arocha» Escrito por José Luis Morante (España, 2019)[48]